# Гордон, Эленор
Хелен Орр «Элеонор» Гордон-Маккей (англ. Helen Orr «Elenor» Gordon-McKay, 10 мая 1933, Гамильтон, Южный Ланаркшир, Великобритания — 5 июля 2014, Уишо, Северный Ланаркшир, Великобритания) — британская пловчиха, бронзовый призёр летних Олимпийских игр в Хельсинки (1952).

## Спортивная карьера
В 1947—1957 гг. была чемпионкой Шотландии на дистанции 200 м.
Среди достижений спортсменки: бронзовая медаль на летних Олимпийских играх в Хельсинки (1952) в заплыве на 200 м брассом, победа в составе сборной Шотландии на дистанции 220 ярдов и бронза в эстафете 3х110 ярдов на Играх Содружества в Окленде (1950), две золотые медали — в соревнованиях брассисток на 220 ярдов и в эстафете 3х110 ярдов на Играх Содружества в Ванкувере (1954). На своей второй Олимпиаде в Мельбурне (1956) заняла шестое место в заплыве на 200 м брассом.
В 1950 г. пловчиха была награждена памятной медалью Нэнси Риак за её услуги в плавании. В 2003 г. была введена в Зал спортивной славы Шотландии.